# Stichting Oude Muziek Barneveld
De Stichting Oude Muziek Barneveld stelt zich ten doel de Oude Muziek meer bekendheid te geven in Barneveld en omgeving en organiseert daarvoor vier tot vijf concerten per jaar. Tevens regelt de stichting, waar mogelijk, optredens op de lokale basis- en middelbare scholen.
De stichting  werd opgericht in het voorjaar van 2009, na een informele start in december 2007 met een uitvoering van enkele cellosuites J.S. Bach door Sigiswald Kuijken op de viola da spalla en een succesvolle serie concerten in 2008.
De stichting stelt haar podium beschikbaar voor jonge Oude Muziek ensembles, studenten aan Nederlandse conservatoria en gerenommeerde musici. Aanvankelijk werden de concerten gehouden in de Oranjerie van landgoed Schaffelaar. Deze locatie werd uiteindelijk te klein. De concerten werden verplaatst naar de Dorpskerk in het jeugddorp De Glind (gemeente Barneveld). 

## Enkele bekende musici die in de serie optraden
- Gustav Leonhardt (klavecimbel)
- Sigiswald Kuijken, België (viola da spalla, viola da gamba, viool)
- Wieland Kuijken, België (viola da gamba, cello)
- Barthold Kuijken, België (traverso)
- Ton Koopman (orgel)
- Pieter-Jan Belder (klavecimbel)
- Geoffrey Thomas, Hongarije (fortepiano)
- Mugumi Tanno, Japan (fortepiano)
- Antonio Piricone, Italië (fortepiano)
- Bart van Oort (fortepiano)
- Igor Ruhadze, Rusland (viool)
- Sigrun Richter, Duitsland (teorbe en aartsluit)
- Ágnes Kovács, Hongarije (sopraan)
- Jacques Ogg (dirigent)
- Nienke van der Meulen, (blokfluit en hobo)
- Teunis van der Zwart (dirigent)
- Léon Berben, Nederland, (orgel en klavecimbel)
- Sungyun Cho, Zuid-Korea (klavecimbel)
- Mieneke van der Velden (viola da gamba)
- Daniël Brüggen (blokfluit)

## Enkele ensembles die in de serie optraden of op de agenda staan
- The Little Consort
- Het Haags Barok Collegium
- Het Barnevelds Barok Ensemble
- ReHarVoCe
- Het Papageno Ensemble
- Tempo Rubato
- Barokorkest, koor en solisten van het Koninklijk Conservatorium
- Gamba- en blokfluitconsort van het Koninklijk Conservatorium
- Les Clavecins Réunis (België)
- Van Swieten Society
- Apotheosis (België)